# 뉴욕 지하철 4호선

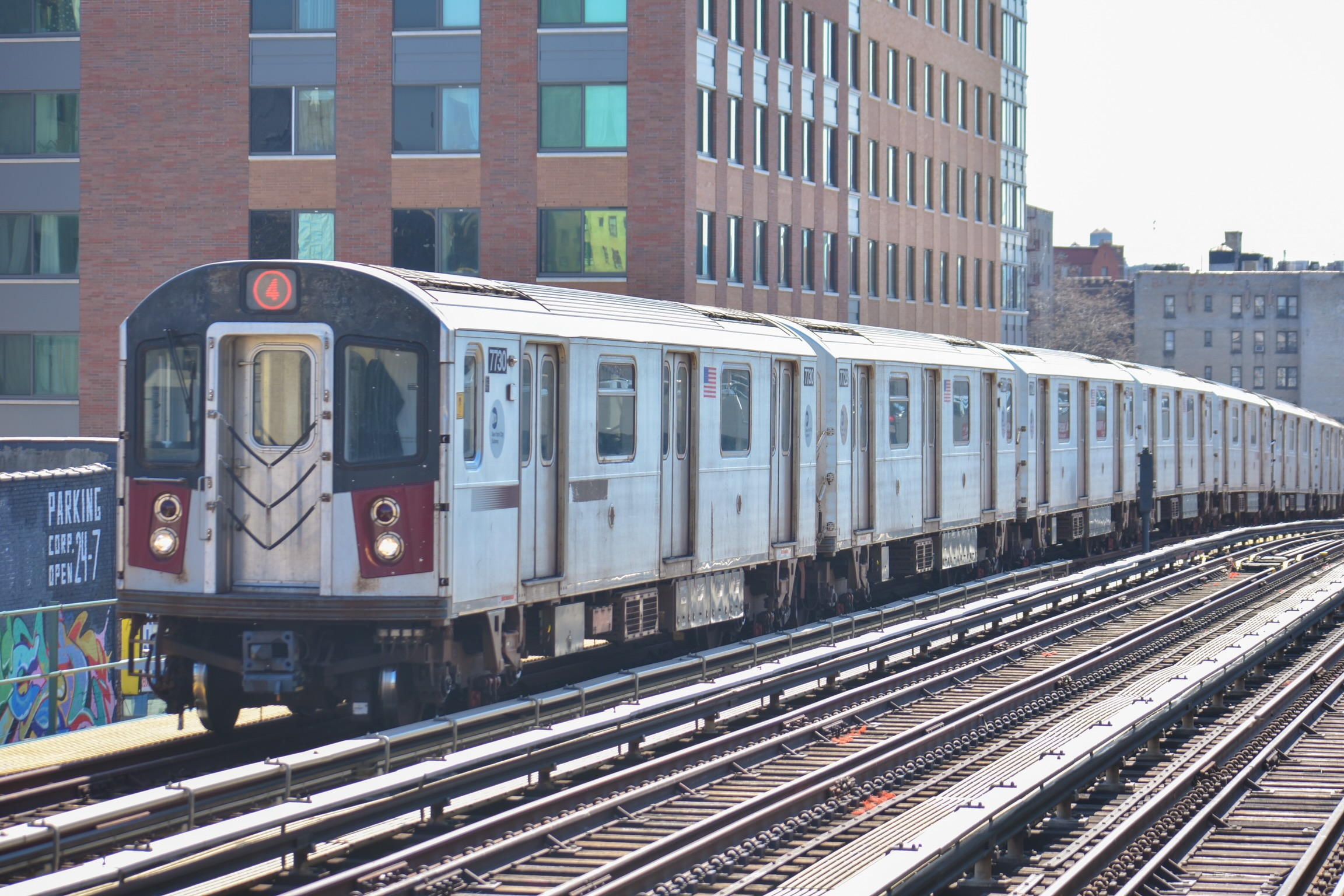
우드론 행 4호선

노선도

뉴욕 지하철 4호선은 뉴욕 지하철의 서비스 경로이다. 색상은 초록색으로, IRT 렉싱턴 애비뉴 선 (Lexington Avenue Line)을 급행으로 운행한다. 우드론 (브롱크스)에서 크라운 하이츠-유티카 애비뉴 (브루클린)까지 이어진다.